# Calzirtita
La calzirtita és un mineral de la classe dels òxids que pertany i dona nom al grup de la calzirtita. Rep el nom en al·lusió a la seva composició química, contenint calci, zirconi i titani.

## Característiques
La calzirtita és un òxid de fórmula química CaZr₃TiO9. Cristal·litza en el sistema tetragonal. La seva duresa a l'escala de Mohs es troba entre 6 i 7.
Segons la classificació de Nickel-Strunz, la calzirtita pertany a «04.DL - Minerals òxids amb proporció metall:oxigen = 1:2 i similars, amb cations grans (+- mida mitja); estructures del tipus de la fluorita» juntament amb els següents minerals: cerianita-(Ce), torianita, uraninita, zirkelita, tazheranita i hiärneïta.

## Formació i jaciments
Va ser descoberta al complex de carbonatites de Gornoozerskii, a la província d'Aldan, dins el krai de Khabàrovsk (Districte Federal de l'Extrem Orient, Rússia). També ha estat descrita en altres indrets del país de la seva localitat tipus, així com al Japó, la República Popular de la Xina, Uganda, el Brasil, el Canadà, Suècia, Itàlia, Alemanya i Finlàndia.